# Oberleitungsbus Bukarest

Netzplan der STB, die Oberleitungsbuslinien sind grün eingezeichnet

Der Oberleitungsbus Bukarest ist das Oberleitungsbus-System der rumänischen Hauptstadt Bukarest und ist mit 18 Linien das mit Abstand größte des Landes. Das Netz wurde 1949 als – nach Timișoara – zweiter rumänischer Oberleitungsbusbetrieb eröffnet und ergänzt seither die seit 1872 bestehende Straßenbahn Bukarest. Der Oberleitungsbus wird – wie auch die Straßenbahn sowie der städtische Autobusverkehr – vom kommunalen Verkehrsunternehmen Societatea de Transport București, kurz STB., betrieben. Dieses entstand aus der Societatea Comunală a Tramvaielor, București (S.T.B.), die 1950 anlässlich der Einführung des Oberleitungsbusses in Întreprinderea de Transport București (I.T.B.) umbenannt wurde und schließlich 1990 infolge der Revolution von 1989 ihren heutigen Namen erhielt.

## Geschichte
Nachdem es bereits in den 1930er Jahren erste Pläne für einen Oberleitungsbusbetrieb in Bukarest gab, begannen am 1. Oktober 1949 die Bauarbeiten. Bereits am 10. November 1949 begann der Linienbetrieb auf der ersten Strecke, sie verlief von der Piața Victoriei über die Șoseaua Kiseleff bis zum ehemaligen Hipodrom Băneasa. 1957 führte die Umstellung der zentralen Ost-West-Achse im Straßenbahnnetz zur Einführung einer zweiten Obuslinie mit der Nummer 84. In den nächsten beiden Jahrzehnten folgte ein starker Ausbau des Netzes von 36 Kilometern im Jahr 1960, über 147 Kilometer im Jahr 1968 bis auf 179 Kilometer im Jahr 1980. Der Ausbau der 1979 eröffneten Metro Bukarest führte schließlich zu einer starken Netzreduzierung, allein in den Jahren 1986 und 1987 wurde ein Drittel des Streckennetzes wieder stillgelegt. Der in diesem Zusammenhang erfolgte Ersatz der Nord-Süd-Achse durch die Metrolinie M2 führte letztlich auch zur Besonderheit eines betrieblich eigenständigen Teilnetzes im Süden der Stadt. Die nächsten Neubaustrecken gingen dann erst wieder Mitte der 1990er Jahre in Betrieb, mittelfristig besteht außerdem die Absicht, die beiden Teilnetze wieder miteinander zu verbinden.

## Linien
Folgende Linien betreibt das Verkehrsunternehmen Societatea de Transport București:
| 61 | Complex Comercial Apusului – Piața Rosetti        | Hauptnetz          | 18/19 Haltestellen |
| 62 | Gara de Nord – Grup Școlar Auto                   | Hauptnetz          | 21/23 Haltestellen |
| 63 | Pod Izvor – Master                                | Hauptnetz          | 22/24 Haltestellen |
| 66 | Spitalul Fundeni – Vasile Pârvan                  | Hauptnetz          | 18/19 Haltestellen |
| 69 | Valea Argeșului – Baicului                        | Hauptnetz          | 29/28 Haltestellen |
| 70 | Bulevardul Basarabia – Facultatea de Medicină     | Hauptnetz          | 25/23 Haltestellen |
| 76 | Piața Unirii – Piața Reșita                       | südliches Teilnetz | 16 Haltestellen    |
| 79 | Bulevardul Basarabia – Gara de Nord               | Hauptnetz          | 24 Haltestellen    |
| 85 | Gara de Nord – Baicului                           | Hauptnetz          | 17/18 Haltestellen |
| 86 | Arena Națională – Dridu                           | Hauptnetz          | 34/35 Haltestellen |
| 90 | Complex Comercial Pantelimon – Semănătoarea       | Hauptnetz          | 31/33 Haltestellen |
| 93 | Cartier Constantin Brâncuși – Piața Presei Libere | Hauptnetz          | 37/38 Haltestellen |
| 96 | Depoul Alexandria – Gara de Nord                  | Hauptnetz          | 17/16 Haltestellen |
| 97 | Străulești – Pasaj Mihai Bravu                    | Hauptnetz          | 43/42 Haltestellen |

## Fahrzeuge

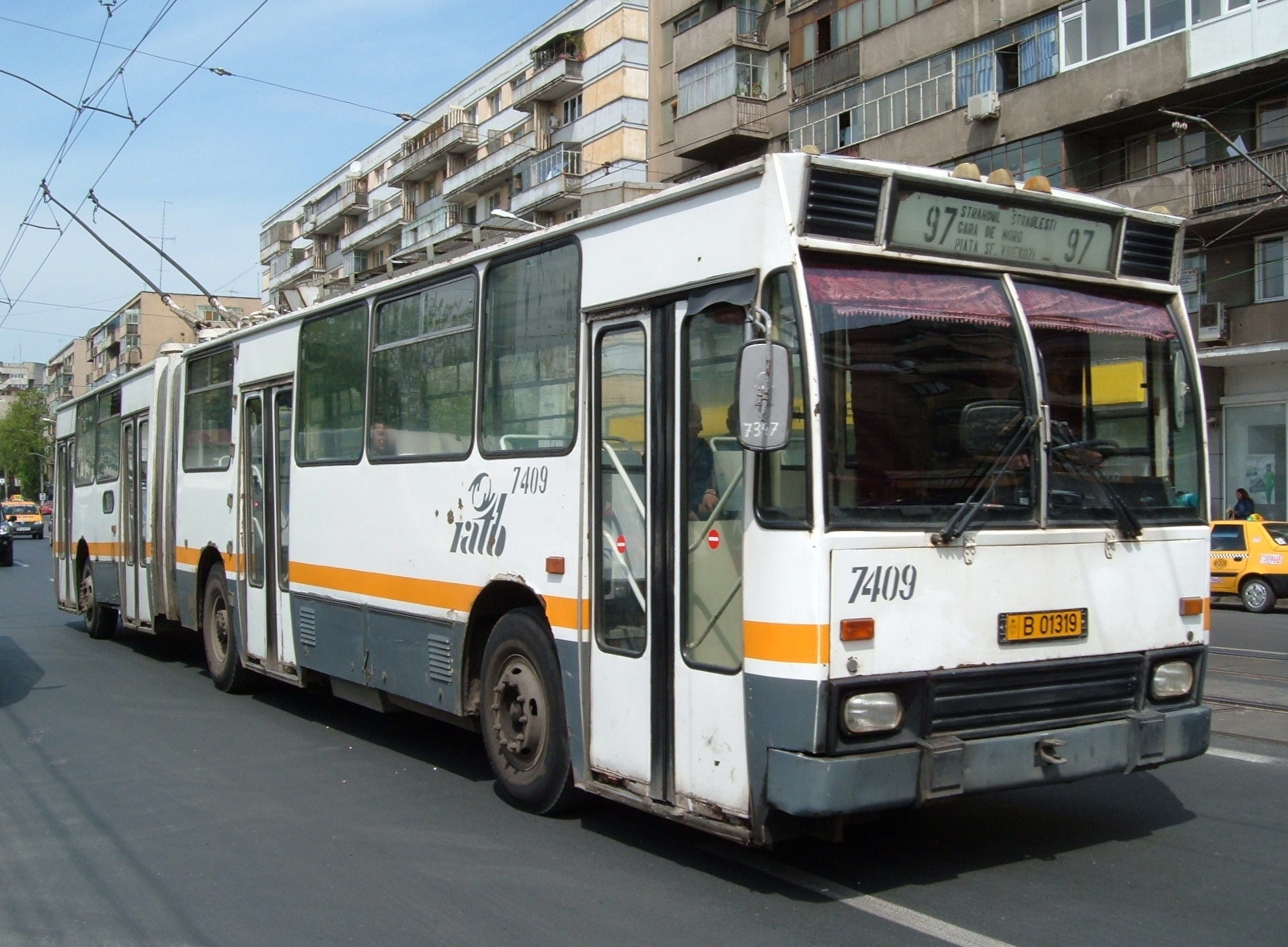
Der mittlerweile ausgemusterte Gelenkwagen 7409 des Baujahrs 1991, hier 2007 auf Linie 97

Dem Oberleitungsbus Bukarest stehen aktuell folgende 302 Fahrzeuge zur Verfügung, darunter ausschließlich Solowagen:
|  | Nummern              | Stück | Hersteller                | Typ          | niederflurig | Lieferung |
|  | -------------------- | ----- | ------------------------- | ------------ | ------------ | --------- |
|  | 5100–5199, 5201–5300 | 200   | Astra / Ikarus            | 415 T        | nein         | 1997–2002 |
|  | 5301–5400            | 100   | Astra / Irisbus           | Citelis 12T  | ja           | 2007–2008 |
|  | 5401–5500            | 100   | Solaris                   | Trollino 12M | ja           | 2024      |
|  | 7459                 | 01    | Rocar / De Simon          | 412 EA       | nein         | 1999      |
|  | 7460                 | 01    | Rocar / Autodromo / Kiepe | 812 EA       | ja           | 1998      |

## Depots
Die Wagen sind in insgesamt vier Depots untergebracht:
- Berceni (südliches Teilnetz)
- Bucureștii Noi (Hauptnetz, gemeinsame Nutzung mit der Straßenbahn)
- Bujoreni (Hauptnetz)
- Vatra Luminoasă (Hauptnetz)